# Saltingova Madona
Saltingova Madona ali Marija z otrokom  je slika, ki je bila na podlagi sloga pripisana  zgodnjemu italijanskemu renesančnemu mojstru Antonellu da Messini , in prikazuje Marijo, ki drži otroka lutko in nosi okrašeno zlato krono, ki jo nad glavo držita angela. Hranijo jo v Narodni galeriji v Londonu. Ime Saltingova, ki ga za sliko uporablja tudi Robert Campin, označuje Georgea Saltinga, zbiratelja, ki jo je leta 1910 podaril galeriji.

## Opis
Saltingova Madona prikazuje zapleteno vrsto kulturnih referenc, zaradi katerih so jo znanstveniki v preteklosti različno razvrščali kot flamsko, špansko ali celo rusko delo. Menijo, da je to eno od zgodnejših Antonelovih del, ki najverjetneje izvira iz 1460-ih, ko je bil umetnik še na Siciliji. Upodablja Marijo, okrašeno z vrsto dobro izdelanih in upodobljenih podrobnosti, kot so krona in oblačila v beneškem slogu ter tančica. Figura ima lastnosti Marije, Jezusove matere. Krona z dvema angeloma jo predstavlja tudi kot nebeško kraljico. Otrok v rokah drži granatno jabolko, ki simbolizira Jezusovo trpljenje.
Abstraktna lepota Marijinega obraza izvira iz sloga sodobnih provansalskih umetnikov, zlasti Enguerranda Quartona.